# Khonj (shahrestan)
Khonj (persiska: شهرستان خنج, خنج) är en shahrestan, delprovins, i Iran.   Den ligger i provinsen Fars, i den södra delen av landet, 900 km söder om huvudstaden Teheran.
Delprovinsen hade 41 359 invånare 2016.